# Visoko (gmina Šenčur)
Visoko – wieś w Słowenii, w gminie Šenčur. W 2018 roku liczyła 873 mieszkańców.